# Лістов Костянтин Якович
Костянтин Якович Лістов (рос. Константин Яковлевич Листов; 1900—1983) — радянський композитор, автор понад 800 пісень, оперет, музики до вистав. Учень М. А. Рославця і Л. М. Рудольфа.

## Біографія
Народився 19 вересня (2 жовтня) 1900 року в Одесі в єврейській родині. Батьки були артистами цирку (батько — гімнаст, мати — балерина) і сім'я часто переїжджала з місця на місце. З п'ятирічного віку навчався музиці (на мандоліні) і сам виступав на арені. З дитинства полюбив море; пізніше багато пісень присвятив морю і морякам.
У 1917 році закінчив музичне училище Російського музичного товариства в Царицині.
У 1918—1919 роках служив в 32-му кулеметному полку РККА, брав участь в боях на Царицинському фронті; в цей же час його батько був військкомом кулеметного полку, а мати — військовим комісаром госпіталю.
У 1919 році був направлений керівництвом Реввійськради Десятої армії на навчання в Саратовській консерваторії по класу фортепіано і композиції І. А. Розенберга і Л. М. Рудольфа; закінчив консерваторію в 1922 році. Одночасно працював піаністом і диригентом в Саратовському театрі мініатюр.
У 1923 році переїхав до Москви, працює в театрі при Всеросійському Пролеткульті, пише музику до вистав. З 1925 року — музичний керівник одного з театрів «Синя блуза». З 1934 року — музичний керівник і диригент Театру оглядів Будинку друку. Написав музику до кількох спектаклів театру.
З 1930-х років почалася слава Лістова як першокласного композитора-пісняра. Він був також чудовим піаністом, виступав з концертами. З 1938 року був диригентом в Московському театрі оперети.
У роки війни — музичний консультант Головного політуправління ВМФ.
Помер 6 вересня 1983 року. Похований в Москві на Кунцевському кладовищі.